# National University (California)

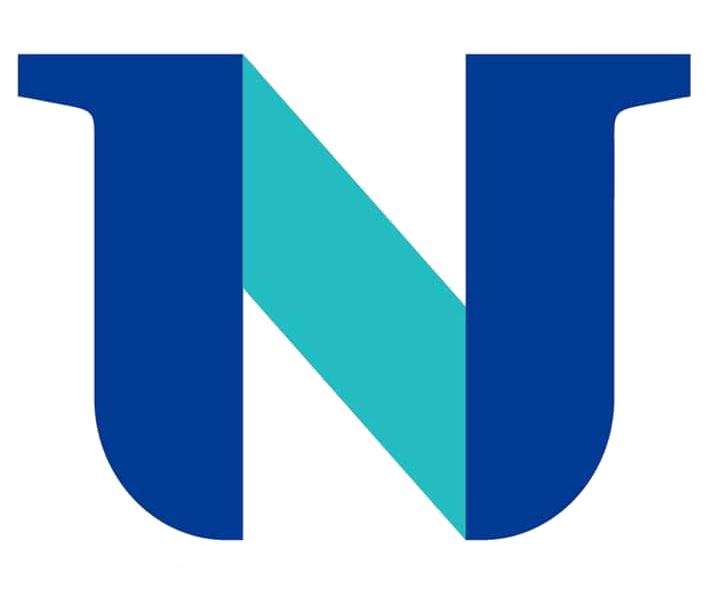
Logo der National University, CA

Die National University (California) ist eine etwas großspurig benannte, 1971 gegründete private Non-Profit-Hochschule für bereits im Berufsleben stehende Erwachsene. Ihr Hauptsitz ist in San Diego. Sie hat mehreren Zweigstellen in Kalifornien und eine in Nevada und bietet daneben auch zahlreiche Online-Programme an. Ihre On-Campus-Lehrveranstaltungen dauern in der Regel vier Wochen oder finden lediglich an Abenden statt und basieren auf Integriertem Lernen (Blended Learning), das die Vorteile von Präsenzveranstaltungen und E-Learning kombinieren soll.
Die National University besteht heute aus zwei “Colleges” und vier sogenannten “Professional Schools”:
- College of Letters and Sciences
- Sanford College of Education
- School of Business and Management
- School of Engineering and Computing
- School of Health and Human Services
- School of Professional Studies

Außerdem betreibt die Universität eine Division of Extended Learning, in der verschiedene Programme zur beruflichen Weiterbildung und zum Erwerb verschiedener Lehramtszertifikate angeboten werden.
Die National University ist berechtigt, die akademischen Grade Associate, Bachelor, Master und Ph.D. zu verleihen.